# 멸실회복등기
멸실회복등기(滅失回復登記)란 등기부의 전부 또는 일부가 천재, 지변 등 물리적으로 멸실된 경우 그로 말미암아 소멸한 등기를 회복할 목적으로 행하여지는 등기를 뜻한다.